# Вудро Кібл
Вудро Вілсон Кібл (англ. Woodrow Wilson Keeble (Sisseton Wahpeton Oyate); нар. 16 травня 1917, Вобей — пом. 28 січня 1982, Сіссетон) — американський військовослужбовець походження сіу, майстер-сержант Національної гвардії армії США, кавалер найвищої військової нагороди Сполучених Штатів за доблесть — медалі Пошани. Ветеран бойових дій Національної гвардії армії США у Другій світовій та Корейській війнах. У 2008 році посмертно нагороджений медаллю Пошани за героїчні дії в ході Корейської війни. Він був членом народу резервації Лейк-Траверс, федерально визнаного племені народу Дакота.
3 березня 2008 року, після тривалої кампанії його родини та делегацій Конгресу Північної та Південної Дакоти, президент Джордж Буш посмертно нагородив Кібла медаллю Пошани за його героїчні дії 20 жовтня 1951 року під час Корейської війни. Раніше Кібл був нагороджений хрестом «За видатні заслуги» за ці дії в 1952 році. Був поранений щонайменше двічі за час Другої світової війни і тричі в Кореї, але він отримав лише два Пурпурових Серця за ці поранення; пізніше його відзначили чотирма Пурпуровим Серцями.

## Біографія
Вудро Вілсон Кібл народився 16 травня 1917 року у Вобеї, штат Південна Дакота. У молодості він переїхав до Вопетона, де став членом Sisseton Wahpeton Oyate. Після смерті матері батько Кібла, який був надто бідним, щоб прогодувати сім'ю, назавжди зарахував Вудро та його братів і сестер до індіанської школи Вопетона.
Кібл досяг успіхів у спорті, особливо в бейсболі, і здобув в аматорській команді Вопетона 10 перемог поспіль. Його завербували в «Чикаго Вайт Сокс», коли його підрозділ Національної гвардії армії було покликано служити у Другій світовій війні. Згодом частина стала йменуватися 164-м піхотним полком штату Північна Дакота. 164-й полк брав участь у складі дивізії «Америкал» у кількох відомих битвах на Тихоокеанському театрі війни, зокрема на Гуадалканалі, Лейте та Мінданао. Під час Корейської війни 164-й був знову включений до складу сил американської армії, що вели бої на Корейському півострові. Сержант Вудро Кібл кілька разів відзначився в боях. Він повернувся до Вопетона і помер там у 1982 році.
3 березня 2008 року, після кількох років кампанії родини та сприяння сенаторів штатів Північна та Південна Дакота Байрона Доргана, Кента Конрада, Джона Туна і Тіма Джонсона президент Буш вручив медаль Пошани сім'ї загиблого під час війни в Кореї майстер-сержанта Вудро Кібла, який став першим в історії нагородженим індіанцем племені Сіу.